# Tàlides
Tàlides (en llatí Taleides, en grec antic Ταλείδης) va ser un terrisser i pintor de ceràmica grec del qual es va trobar una obra a una tomba a Agrigent (Sicília), que representava la destrucció del Minotaure, en estil rígid arcaic.
Un altre exemplar de la seva obra es va trobar a Vulci (Etrúria), una copa amb la inscripció ΤΑΔΕΙΔΕΣ ΕΠΟΙΕΣΕΝ que es troba al Museu de Berlín. Les dues obres són d'estil diferents i demostraria les relacions comercials entre Sicília i Etrúria a una època força matinera.